# Murillo
Murillo – jednostka osadnicza w Stanach Zjednoczonych, w stanie Teksas, w hrabstwie Hidalgo.